# Llac Baringo

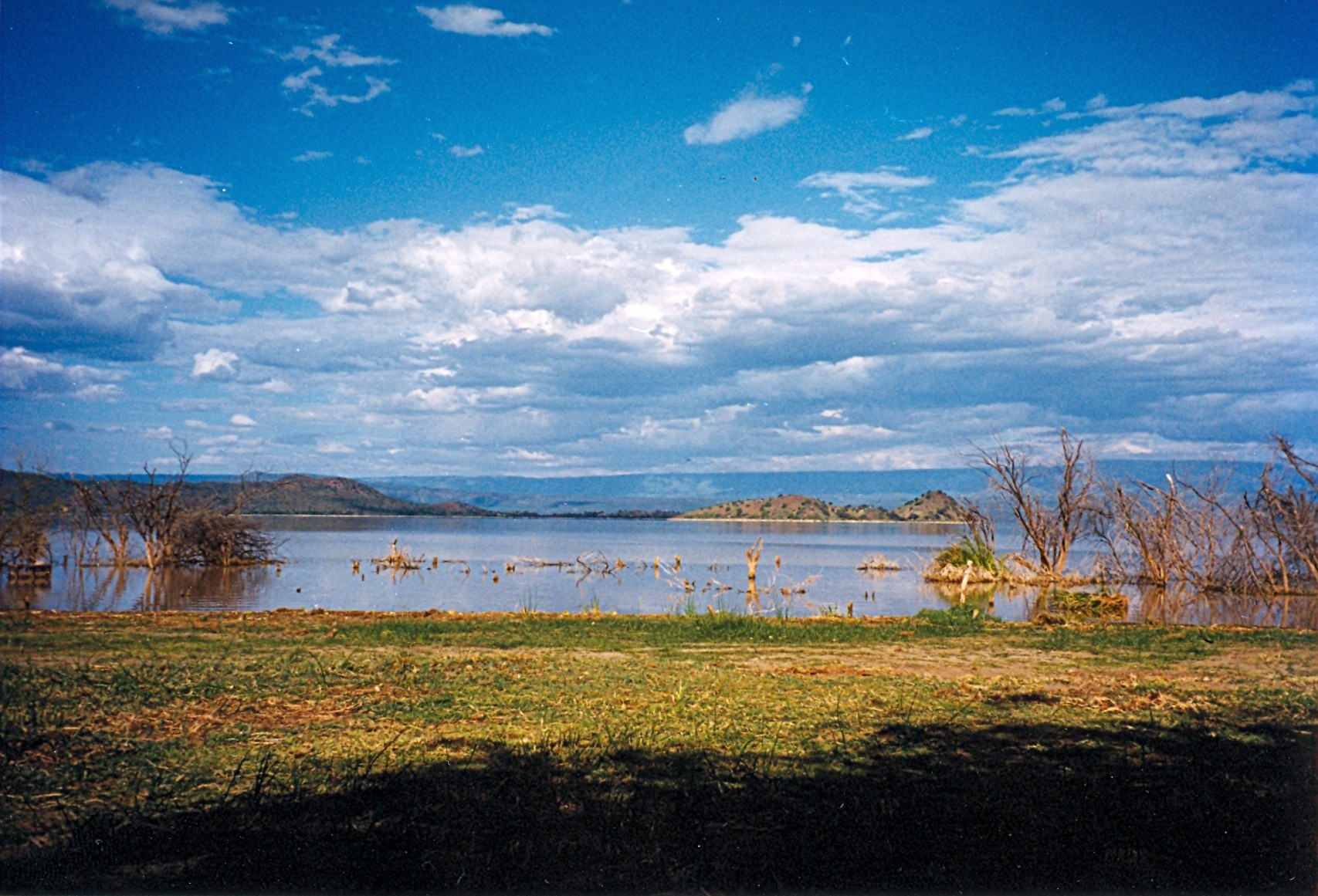
Llac Baringo

El llac Baringo és, després del Llac Turkana, el llac més al nord de la Vall del Rift de Kenya, té una superfície d'uns 130 km² i està auna altitud d'uns 970 m. Al llac hi arriben diversos rius, El Molo, Perkerra i Ol Arabel, i no té una sortida visible. És un dels dos llacs d'aigua dolça de la Vall del Rift a Kenya, l'altre és el Llac Naivasha.
Hi viuen unes 470 espècies d'ocells, ocasionalment inclouen flamencs migradors.
Aquest llac és part del sistema de la Vall del Rift.
Hi ha diversos jaciments arqueològics i paleontològics del Miocè al Plistocè.
La població més important al voltant del llac és Marigat. Hi ha un turisme creixent. Les ètnies autòctones que habiten la zona són: Il Chamus, Rendille, Turkana i Kalenjins.